# العلاقات اليمنية الإسرائيلية
اليمن وإسرائيل يوجد لديهم علاقات دبلوماسية رسمية وتتميز العلاقات بينهما ب الود منذ القدم . اليمن تعترف بإسرائيل، والأشخاص مع جواز سفر إسرائيلي أو أي جواز سفر آخر مع طابع الإسرائيلية من حيث المبدأ يسمح دخول البلاد. وفقا للقانون الإسرائيلي، وتعتبر اليمن دولة تعترف ب اسرائيل. اليمن دعمت بشكل غير مباشر في أي من الدول العربية لشن الحروب من اجل إسرائيل .

## تاريخ
اليمن تحتل موقعا استراتيجيا عند مدخل البحر الأحمر وسيطرتها على باب المندب، ومنفذ إسرائيل إلى المحيط الهندي والشرق الأقصى، والتي زادت أهميتها في نظر الاستراتيجيين الإسرائيليين. شكلت اليهود اليمنيين مرة واحدة أقلية يهودية كبيرة في اليمن مع ثقافة متميزة عن غيرها من الجاليات اليهودية في العالم. أكثر هاجر إلى إسرائيل في منتصف القرن 20.

### حربغزة
أدان الرئيس اليمني السابق علي عبد الله صالح الغارات الإسرائيلية بأنه «العدوان الهمجي». عشرات الآلاف من الاشخاص في مسيرة، العديد من اللافتات الدفترية يدين إسرائيل وما أسموه «الصمت العربي» على «إبادة الشعب الفلسطيني من قبل العدو الصهيوني». في أعقاب الحرب أعدت اليمن 42 طنا من المساعدات لسكان غزة. أعلنت اليمن أيضا استعدادها لاستقبال 500 جريح فلسطيني من قطاع غزة والتعامل معها في المستشفيات اليمنية.

### اليهود
في نوفمبر تشرين الثاني عام 1947، صوت اليمن ضد الدولة الصهيونية. بعد أن سمع عن هزيمة العرب وإنشاء دولة إسرائيل، يخشى الإمام الجديد أن الحكومة الإسرائيلية قد المطالبة بتعويضات عن الممتلكات من قبل اليهود الذين هاجروا إلى إسرائيل اليسار، وبالتالي سرعان ما سمح لهم بمغادرة البلاد في مؤسسة الهجرة الضخمة المعروفة باسم «عملية بساط الريح» التي ما يقرب من 50,000 يهودي تم نقلهم بأمان إلى خارج اليمن. في عام 1948 كان هناك 55,000 يهودي يعيشون في اليمن، و 8,000 في آخر مستعمرة بريطانية من عدن. بعد خطة التقسيم للأمم المتحدة عام 1947، مثيري الشغب مسلم تشارك في اشتباكات في عدن التي قتل فيها 82 شخصا على الأقل، سواء العرب واليهود (1947 مذبحة عدن) ودمرت عددا من المنازل اليهودية.